# Jozef Bosmans
Jozef Hendrik (Jos) Bosmans (Mortsel, 20 januari 1935) was een Belgisch politicus voor de PVV.

## Levensloop
Bosmans was beroepshalve vertegenwoordiger en verkoopleider.
Hij werd voor de PVV verkozen tot gemeenteraadslid van Edegem, een mandaat dat hij van 1976 tot 1994 uitoefende. Ook zetelde hij van oktober 1983 tot oktober 1991 in de Senaat als rechtstreeks gekozen senator voor het arrondissement Antwerpen.
In de periode oktober 1983-november 1991 had hij als gevolg van het toen bestaande dubbelmandaat ook zitting in de Vlaamse Raad. De Vlaamse Raad was vanaf 21 oktober 1980 de opvolger van de Cultuurraad voor de Nederlandse Cultuurgemeenschap, die op 7 december 1971 werd geïnstalleerd, en was de voorloper van het huidige Vlaams Parlement.